# ナガヒョウタンゴミムシ
ナガヒョウタンゴミムシ（学名: Scarites terricola pacificus Bates）はオサムシ科の昆虫の1つ。ヒョウタンゴミムシに似てクワガタムシのような姿をしており、畑地などで見られる。

## 特徴
体長19mm前後の甲虫。全体に光沢のある黒色をしているが、多少光沢の鈍い個体も見られる。ただし触角と小顎髭、下唇髭は赤褐色で、また歩脚の跗節は暗赤褐色となっている。頭部はほぼ長方形ででやや扁平になっており、額の部分の前の縁は抉れており、中央は丸く盛り上がっている。大顎は鋏状になっており、よく目立つ。頭部前方の複眼から離れた位置に浅い縦溝がある。またこの縦溝と複眼の間には浅い縦皺がある。また頭部の表面には点刻がない。複眼は小さい。前胸背はその側面の縁がほぼ左右へ行こうとなっており、前の端と後の端で短く弧状になって狭まっている。表面には点刻がない。前胸背と前翅の間には中胸の前端が柄のように突き出し、背面から見るとこの部分で身体がはっきりとくびれて見える。前胸背と前翅部分の幅はほぼ同じくらいである。背面で合わさった前翅は前の端の縁は少しだけ突き出しているが丸みを帯び、後ろの角は広い鈍角になっており、先端ははっきりしている。その前の端は幅広く抉れた形になる。その背面には縦溝があるが浅く、また点刻は明瞭でない。縦溝の間の部分は少し隆起しているが点刻はない。前脚の勁節は掌状に幅広くなっており、また中脚の勁節では外側の先端近くに1本の棘がある。
原名亜種はヨーロッパに分布する。日本産の亜種との違いは頭部の上面に点刻がまばらにある点である。

## 分布
日本では本州、四国、九州、琉球に、国外では台湾と中国から知られる。

## 生態など
草地、畑、水田などに住んでおり、夜間に水田の畦を歩いているのを見ることがよくある。成虫、幼虫共に肉食である。本群共通の基本的な習性としては土中に坑道を掘って生活するものである。

## 分類
本種の含まれるヒョウタンゴミムシ亜科はいずれも前胸と中胸の間に中胸の前端が突き出した柄があり、大顎が特に発達したちょっとクワガタムシに似た姿を取る。日本産としては上野他編著(1985)には19種が採り上げられているが、本種と同属のものは4種で、それ以外の属のものは大きさがせいぜい6mm、小さい方では3mmほどにしかならないので区別は容易である。同属のものではオオヒョウタンゴミムシ S. sulcatus は体長が遙かに大きく、大顎を合わせると時に4cmにも達するもので容易に区別がつく。あとの3種はいずれも体長が20mm前後でよく似ているが、ヒョウタンゴミムシ S. aterrimus は体の幅が広く、また海岸の砂地に住む。もう1種のホソヒョウタンゴミムシ S. acutidens は本種とよく似ているが、前胸背の両側がほぼ平行で、後方でもあまり狭まらないこと、また中脚の勁節の先端近くの外側に2本の棘がある(本種では1本)点で区別できる。またこの種よりは本種の方が普通に見られる。
ということで、本種はこの類ではもっとも身近に目にしやすいものである。

## 利害
幼虫、成虫ともに肉食なので害虫の天敵として働く可能性はあるが、特に取り上げられる話は聞かない。
ただ、なぜかダイズの害虫となることが知られている。大豆が芽を出す頃からその草丈が5cm程度に達するまでの間、おおよそ6月上旬から7月上旬にかけて、本種がその茎の根本を大顎で切り倒す被害を与えることがある。この行動の原因や理由は明らかにされていないが、被害を受けた場所の根元を掘り起こすと本種の成虫が発見されるという。このような被害は関東地方(茨城県、群馬県、埼玉県、千葉県)の平坦地洪積層地帯で報告されている。